# Borysiw (obwód chmielnicki)
Borysiw (ukr. Борисів) – wieś na Ukrainie, w obwodzie chmielnickim, w rejonie zasławskim. W 2001 roku liczyła 1491 mieszkańców.
Pierwsza pisemna wzmianka o wsi pochodzi z 1534 roku.